# Middle Island (Malouines)
Middle Island est l'une des îles du groupe Hummock Island située de la baie du roi George dans les îles Malouines. Elle se trouve au large de la côte ouest de la Grande Malouine dans la baie qui mène à l'estuaire de Chartres River (en).

## Administration
Les îles sont administrées par le Royaume-Uni dans le cadre du Territoire britannique d'outre-mer des îles Falkland. Elle est revendiquée par la République argentine, qui en fait une partie du Département des îles de l'Atlantique Sud dans la province de Terre de Feu, Antarctique et îles de l'Atlantique sud.

## Description
Avec une superficie de 1,55 km2 située au sud-est de Hummock Island. Le point le plus élevé est d'environ 120 mètres. On pense qu'elle a été utilisée pour le pâturage pendant une courte période avant les années 1930 , mais n'a pas été pâturée depuis et est exempte de prédateurs. Aujourd'hui, elle fait partie d'une réserve naturelle.

## Aire protégée

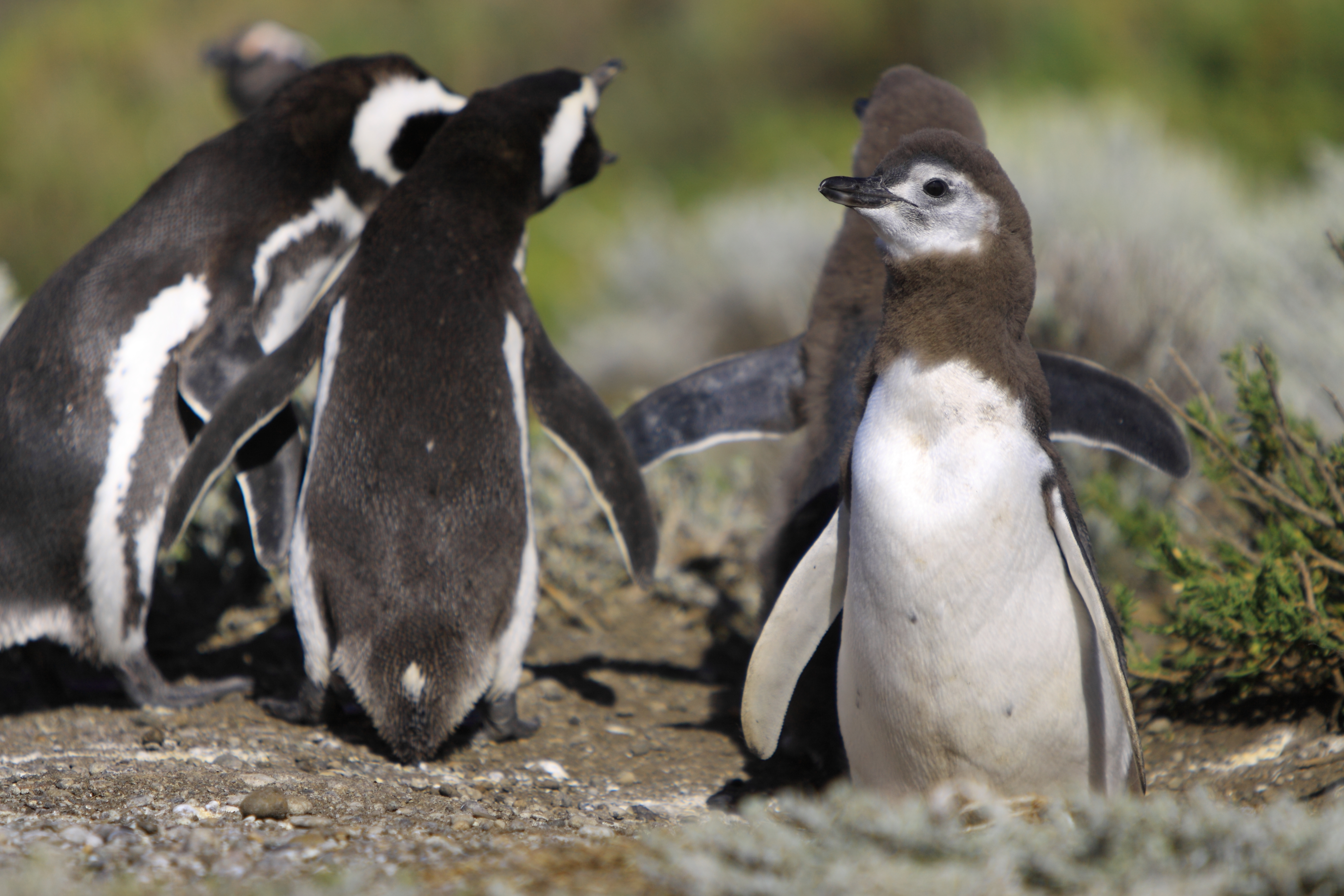
Manchots de Magellan.

Le groupe d'îles Hummock a été identifié par BirdLife International comme une zone importante pour la conservation des oiseaux. Les oiseaux pour lesquels le site est d'importance pour la protection comprennent : le gorfou sauteur du sud (1700 couples reproducteurs), le cormoran impérial, le caracara austral (8 à 10 couples) et le petit troglodyte de Cobb.
Middle Island est une petite île couverte avec l'herbe de Tussack sur son pourtour côtier. Il n'y a pas de plage en tant que telle, mais des dalles de pierre plates et des falaises basses forment le rivage. prédateurs introduits. Elle est exempte de prédateurs. Le Tussac s'éclaircit et est remplacé par des graminées courtes et spongieuses plus à l'intérieur des terres. Elle a été déclarée sanctuaire d'animaux et d'oiseaux sauvages par le Gouvernement des îles Falkland, avec le consentement du propriétaire, en juillet 1966.
Quatorze espèces ont été enregistrées sur Middle Island, dont probablement 12 se reproduisent. Le manchot de Magellan y est aussi présent.

## Galerie

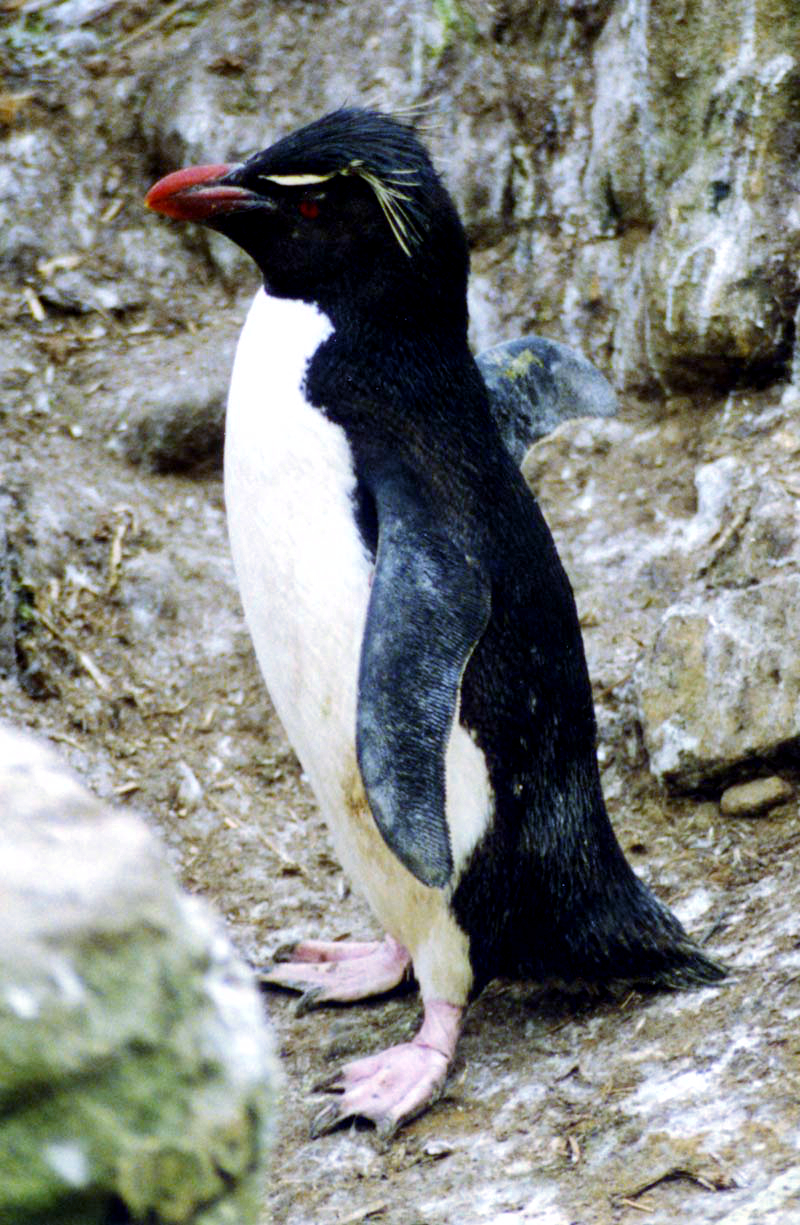
Gorfou sauteur.
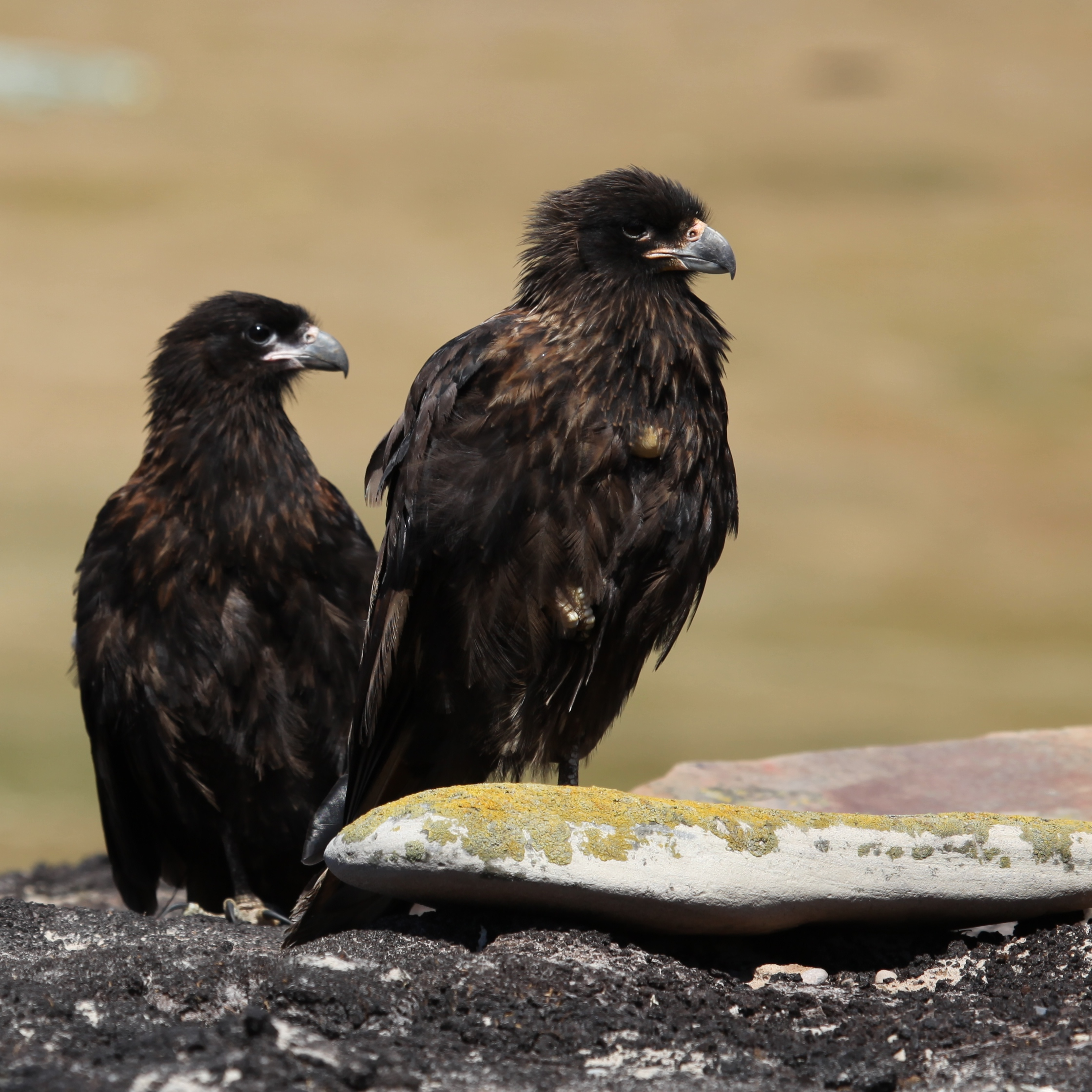
Caracara austral.
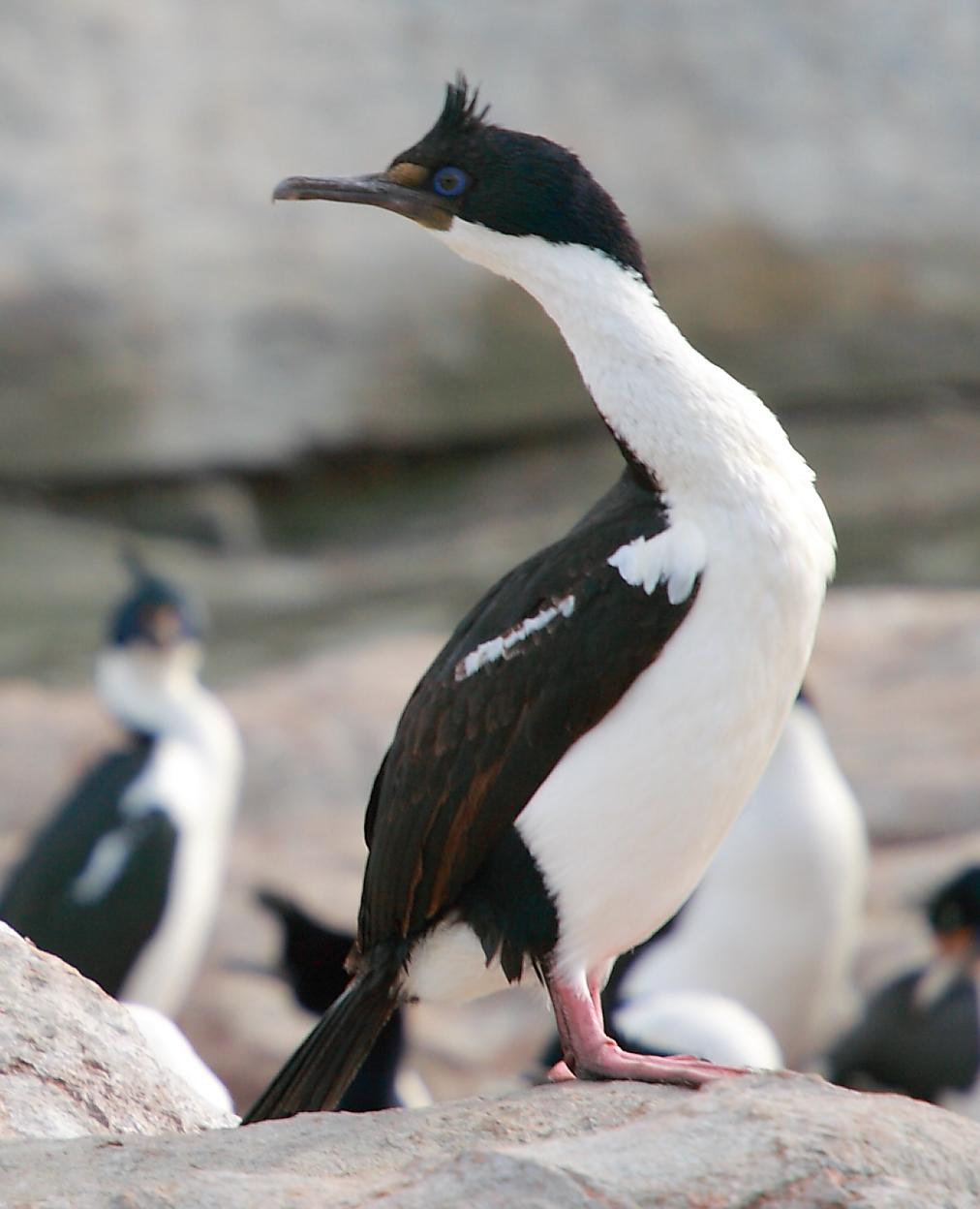
Cormoran impérial.
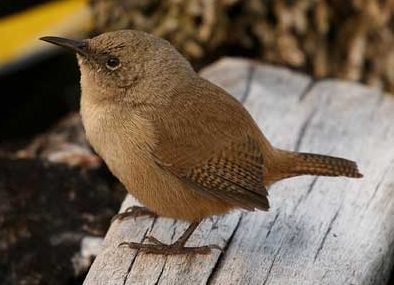
Troglodyte de Cobb.